# 韦兹莱附近丰特奈
韦兹莱附近丰特奈（法語：Fontenay-près-Vézelay，法語發音：[fɔ̃tnɛ pʁɛ vez(ə)lɛ]）是法国勃艮第-弗朗什-孔泰大区约讷省的一个市镇，属于阿瓦隆区。

## 地理
韦兹莱附近丰特奈（47°24'52"N, 3°45'20"E）面积15.48 平方千米，位于法国勃艮第-弗朗什-孔泰大區约讷省，该省份为法国中北部内陆省份，西接卢瓦雷省，西北接塞纳-马恩省，南至涅夫勒省，东临科多尔省，东北与奥布省接壤。
与韦兹莱附近丰特奈接壤的市镇（或旧市镇、城区）包括：韦兹莱、拉迈松迪约、尼阿尔、圣欧班德绍姆、屈尔河畔多姆西、富瓦西莱韦兹莱、皮埃尔佩尔蒂。
韦兹莱附近丰特奈的时区为UTC+01:00、UTC+02:00（夏令时）。

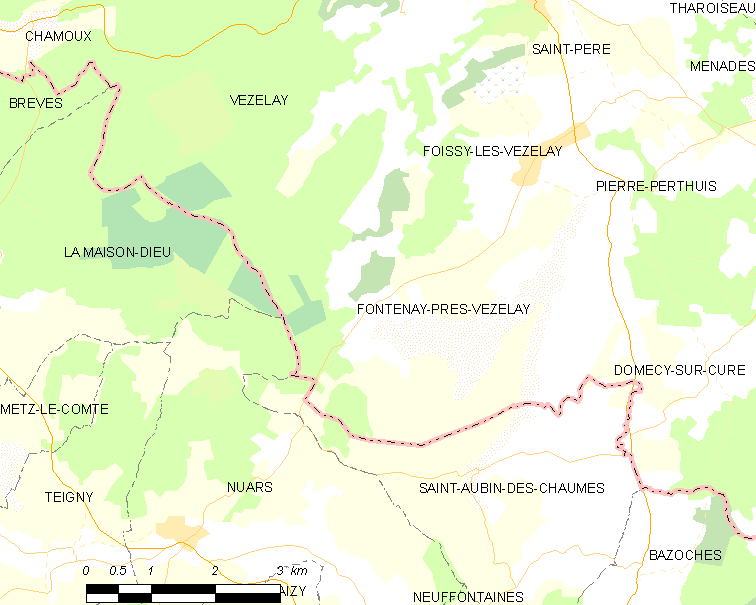
韦兹莱附近丰特奈的OSM定位图

## 行政
韦兹莱附近丰特奈的邮政编码为89450，INSEE市镇编码为89176。

## 政治
韦兹莱附近丰特奈所属的省级选区为茹拉维尔县。

## 人口

1962-2008年间韦兹莱附近丰特奈人口变化图示

韦兹莱附近丰特奈于2022年1月1日时的人口数量为136人。